# Серритос (Калифорния)
Серритос (англ. Cerritos) — город в округе Лос-Анджелес в штате Калифорния в Соединённых Штатах Америки.
Согласно данным переписи населения США 2020 года число жителей города 
составляло 47 475 человек, что меньше (- 1.1%), чем было во время предыдущей переписи проводившейся в 2010 году (49 041 человек).

## История
В доколумбову эпоху земля, где сейчас построен Серритос, была населена коренными американцами из народа тонгва.
Начиная с конца XV века, испанские колонисты стали прибывать в Новый Свет и проложили себе путь к побережью Калифорнии в 1542 году. Процесс колонизации включал «цивилизацию» коренного населения Калифорнии путём создания различных миссий.
Хосе Мануэль Ньето, испанский солдат, получил большой участок земли от испанского короля Карлоса III, который он назвал Ранчо Лос-Ньето. Он охватывал 300 000 акров (120 000 гектаров) земли, где ныне расположены города Серритос, Лонг-Бич, Лейквуд, Дауни, Норволк, Санта-Фе-Спрингс, частью Уиттиера, Хантингтон-Бич, Буэна-Парка и Гарден-Гроув. Ранчо было разделено на пять частей между наследниками Ньето во время национализации церковной собственности мексиканским правительством, причем Хуан Хосе Ньето сохранил самый большой участок, названный Ранчо Лос-Койотес. Ньето называл район Ранчо Лос-Койотес «серритос», что в буквальном переводе с испанского языка означает «маленькие холмы».
После Мексикано-американской войны ранчо в конечном итоге перешло в руки американской компании, которая поощряла развитие и строительство железнодорожных линий. Приход железной дороги стимулировал рост местной экономики.

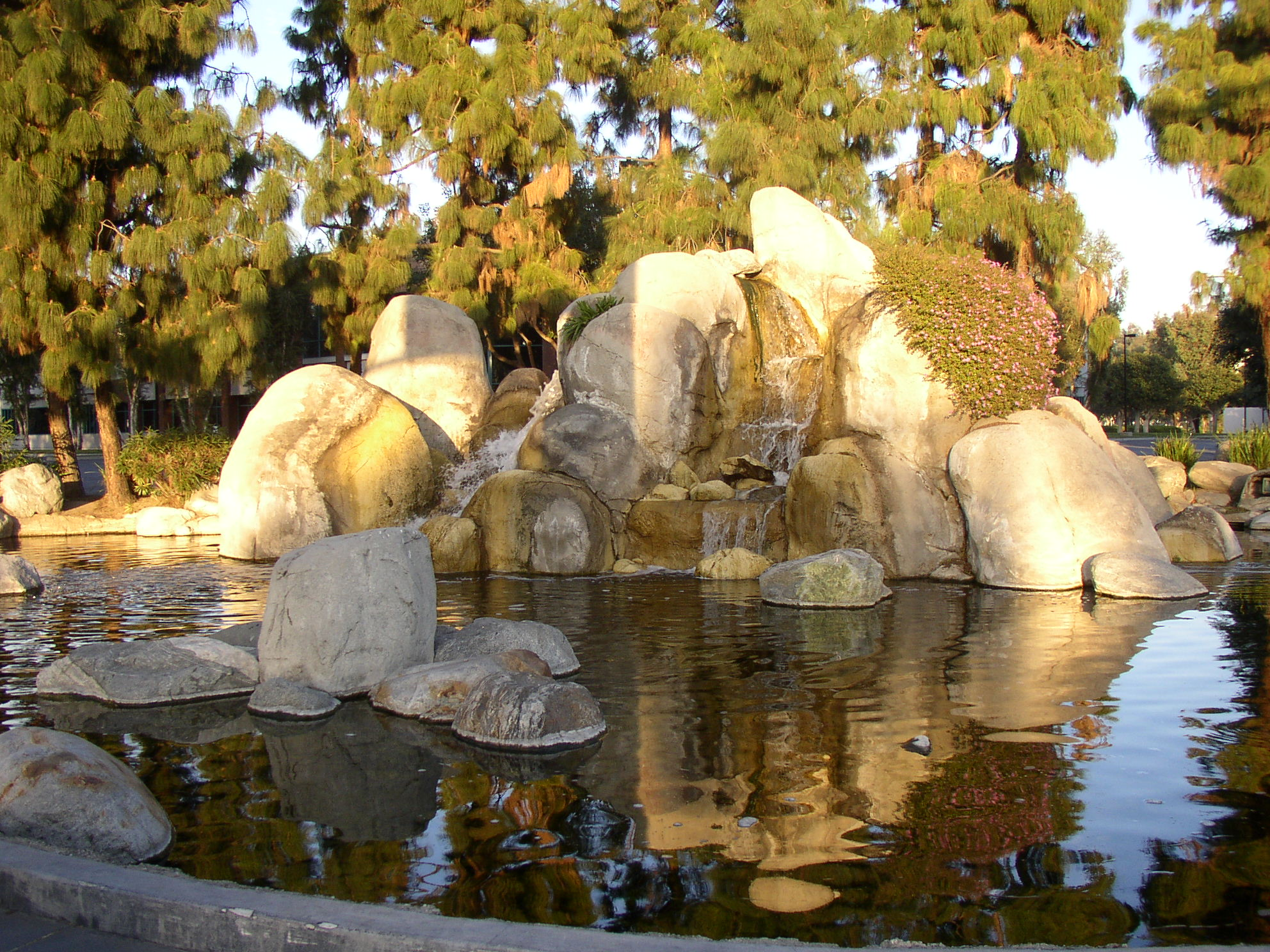
Фонтан в Серритос

24 апреля 1956 года сообщество было включено в реестр штата и Серритос официально получил статус города.
С 1980-х годов Серритос привлек большое количество семей филиппинских, корейских, тайваньских, индийских и китайских иммигрантов.
В воскресенье 31 августа 1986 года в ясном небе над городом столкнулись авиалайнер McDonnell Douglas DC-9-32 авиакомпании Aeroméxico (рейс AM 498 Мехико—Гвадалахара—Лорето—Тихуана—Лос-Анджелес) и частный самолёт Piper PA-28-181 Archer II (рейс Торранс—Биг-Бир-Сити). Оба самолёта упали на Серритос. В катастрофе погибли 82 человека — все находившиеся на обоих самолётах 67 человек (64 на DC-9 (58 пассажиров и 6 членов экипажа) и 3 на Piper PA-28 (1 пилот и 2 пассажира) и 15 человек на земле, ещё 8 человек на земле получили ранения. Позднее жертвам столкновения над Серритосом был установлен памятник.
В 2008 году город был награждён премией «All-America City Award» (с англ. — «Всеамериканский город») присуждаемой Национальной гражданской лигой, которую неофициально называют «Нобелевской премией за конструктивное гражданство» и которая выдается за активную гражданскую позицию жителей некорпоративных сообществ Соединённых Штатов в жизни местного самоуправления.

## География
Серритос расположен вдоль границы округов Лос-Анджелес и Ориндж. Города, граничащие с Серритосом со стороны округа Лос-Анджелес, включают Артежу в центре, Беллфлауэр, Лейквуд, Норуолк, Санта-Фе-Спрингс и Ла-Мираду. Буэна-Парк и Ла-Пальма граничат с городом со стороны округа Ориндж. Другие города в регионе включают Сайпресс в округе Ориндж, а также Хавайан-Гарденс и Лонг-Бич в округе Лос-Анджелес.
Согласно данным Бюро переписи населения США, общая площадь города составляет 8,9 квадратных мили (23,05 км2); из них 8,7 квадратных мили (22,53 км2) — это суша, а 0,1 квадратных мили (0,26 км2 или 1,48%) приходится на водную поверхность.

## Климат
Серритос, как и большая часть прибрежной Южной Калифорнии, в целом имеет средиземноморский климат. Лето тёплое или жаркое, а зима мягкая, редко опускается ниже нуля. Осадки выпадают преимущественно в зимние месяцы.
Серритос также имеет уникальный «полуморской» климатический рисунок в округе Лос-Анджелес. Туман, который обычно покрывает пляжные города, редко достигает Серритоса, но бриз, который дует по реке Сан-Гейбриел из Тихого океана, имеет заметный охлаждающий эффект. В результате Серритос редко страдает от смога, ветров Санта-Ана и удушающей жары бассейна Лос-Анджелеса.